# هاري إيدج
هاري إيدج (بالإنجليزية: Harry Edge)‏ هو لاعب كرة قدم نيوزيلندي، ولد في 1 مارس 1994 في تاورانجا في نيوزيلندا. لعب مع بي إي سي زفوله وسنترال كوست مارينرز ونادي أوكلاند سيتي ونادي جامعة بريتوريا.